# Franco Fiorito
Franco Fiorito (Anagni, 13 luglio 1971) è un politico italiano.

## Biografia
È figlio di Giuseppe Fiorito, un dirigente della Winchester di Anagni, e della pittrice Anna Tintori. Compie i suoi studi nel paese natio e dopo aver conseguito la maturità classica presso il liceo Dante Alighieri inizia a militare tra le file del Movimento Sociale Italiano. Dopo la svolta di Fiuggi, Fiorito confluisce in Alleanza Nazionale (AN) e poi, a seguito della svolta del Predellino, approda nel PdL.
Il 23 aprile 2001 viene eletto sindaco di Anagni, sua città natale nonché sua roccaforte elettorale, strappandola al centrosinistra, che con il sindaco uscente Bruno Cicconi, anima prima del PCI poi del PDS e dei DS governava la città da quasi 10 anni, con la sua prima elezione nel 1992. Fiorito guiderà Anagni per 4 anni, fino al 2005 quando si dimetterà per candidarsi alla Regione. Lascerà la guida della sua città ad uno dei suoi fedelissimi Carlo Noto, proveniente da Forza Italia, vicesindaco e assessore durante la Giunta Fiorito, che guiderà Anagni prima come sindaco facente funzioni e poi come sindaco dal 2006. Nel 2004 Fiorito viene eletto consigliere alla Provincia di Frosinone in opposizione al secondo mandato consecutivo del Presidente del centrosinistra Francesco Scalia. Nel 2005 esordisce come consigliere nel Consiglio regionale del Lazio, durante la Giunta di centrosinistra presieduta da Piero Marrazzo. Dal 2009 è coordinatore provinciale del nuovo partito de Il Popolo della Libertà a Frosinone.
Alle elezioni del 2010, Fiorito ottiene 26 217 voti risultando il consigliere regionale più votato del Lazio, dopo Claudio Fazzone, e venendo riconfermato per un'altra legislatura. Benché Fiorito aspiri ad entrare nella Giunta di centrodestra presieduta da Renata Polverini, l'incarico che gli viene assegnato è quello di Capogruppo del PdL nel Consiglio regionale del Lazio e Presidente della Commissione Bilancio della Regione Lazio. L'Assessorato all'Agricoltura, cui Fiorito aspirava, viene invece affidato a Francesco Battistoni, ex Forza Italia vicino al Vicepresidente Ue Antonio Tajani e suo rivale politico, il quale, però, dovrà ben presto abbandonare l'incarico che verrà affidato ad Angela Birindelli, anche lei proveniente dalla Forza Italia viterbese ma da una corrente del partito rivale a Battistoni, a cui invece è attribuita la Presidenza della Commissione Agricoltura della Regione Lazio.
Nel 2005 Franco Fiorito risulta condannato dalla Corte dei Conti a risarcire 3 000 € al Comune di Anagni per aver impiegato denaro pubblico per finalità di auto-promozione nel periodo in cui era sindaco della città (2001-2005).

## Lo scandalo
Il 18 luglio 2012 il Capogruppo Fiorito manda una missiva all'ufficio della governatrice della regione Lazio Renata Polverini, facendola poi girare tra i rappresentanti del suo partito, in cui denuncia delle anomalie nei "documenti giustificativi delle spese effettuate" di vari consiglieri regionali, che avevano dato loro la possibilità di accedere a rimborsi spese, elargiti tramite denaro pubblico. Parla dei fondi che la Regione Lazio elargiva ai consiglieri (oltre ai 13.000 netti di stipendio mensile).
Il 24 luglio Fiorito viene destituito (con 9 voti su 17) da capogruppo del PdL e al suo posto viene eletto Battistoni. Quest'ultimo riscontra subito diverse irregolarità nei conti del partito e incarica due revisori di controllare le carte della gestione Fiorito. Battistoni, avendo notato degli ammanchi ingiustificati, avrebbe poi denunciato Fiorito alle autorità competenti.
Agli inizi di settembre si diffonde la notizia che Fiorito avrebbe dirottato ingenti quantità di denaro destinato al suo partito e alla Regione sui suoi conti bancari italiani ed esteri. Emerge inoltre una sorta di "sistema" per sfruttare i fondi pubblici, destinati per legge ai vari gruppi consiliari, per fini personali da parte dei singoli consiglieri laziali.
Il 12 settembre viene diffusa la notizia che Fiorito è indagato per peculato. Nomina quale suo difensore il noto avvocato Carlo Taormina.
Il 14 settembre, dopo l'acquisizione da parte degli uomini della Guardia di Finanza di vari documenti presso il palazzo della Regione Lazio, Fiorito si autosospende dal Pdl. Emerge che in due anni ha ordinato centonove bonifici dal conto del Pdl al proprio conto corrente, di importi compresi tra 4.000 e 8.000 euro, per un totale di 753.000 euro, riportanti la causale: "Articolo 8 della legge regionale 14/98", cioè quella del rimborso delle spese sostenute per mantenere il rapporto eletto/elettore.
Il 18 settembre 2012, la Corte dei Conti quantifica in 21 milioni di euro l'entità dei fondi che si sono suddivisi dodici partiti laziali che hanno partecipato alla competizione per le regionali del 28 e del 29 marzo 2010. Il massimo dei rimborsi è andato alla lista più votata, "Renata Polverini presidente" (2,3 milioni).
Il 24 settembre 2012, per reagire allo scandalo, Renata Polverini si dimette da presidente della Regione. Nello stesso giorno, intanto, Fiorito viene nuovamente interrogato nel Palazzo di Giustizia di Viterbo dai procuratori romani Alberto Caperna ed Alberto Pioletti, titolari dell'inchiesta, per dare spiegazioni in merito alla falsificazione di alcune fatture sospette e gonfiate, denunciate da due società; le due fatture sarebbero state rimborsate al capogruppo Pdl, Francesco Battistoni, il quale presenterà una querela per diffamazione. Inoltre nel medesimo giorno, vengono forniti nuovi particolari sui soldi utilizzati dalla lista "Renata Polverini presidente": oltre 886.000 euro utilizzati per la comunicazione, 110.000 euro per convegni mai organizzati, e per i suoi collaboratori la cifra di 378.000 euro.
Il 28 settembre 2012, indagati anche gli amici e parenti di Fiorito, per assegni con addebiti inspiegabili, viene ipotizzato il reato di associazione per delinquere, mentre lo scandalo sui fondi sottratti dai consiglieri regionali del Pdl si allarga ad altre regioni: Piemonte ed Emilia-Romagna.
Nella mattinata del 1º ottobre 2012 viene nuovamente interrogato dai magistrati della Procura di Viterbo ed iscritto nel registro degli indagati anche per i reati di calunnia e falso aggravando così ulteriormente la sua posizione, avendo contraffatto secondo l'accusa diverse fatture che il capogruppo PdL Battistoni, aveva presentato per ottenere rimborsi. Sarebbero anche indagati i coordinatori regionali dello stesso partito, fra cui figurerebbe il vicesegretario ed europarlamentare Alfredo Pallone.
Il 2 ottobre 2012 viene arrestato per ordine della procura di Roma, è stato accusato di peculato per aver utilizzato i fondi del partito per uso personale; avrebbe tentato, secondo le motivazioni del GIP che ha firmato l'ordinanza di custodia cautelare in carcere, il pericolo di fuga, l'inquinamento delle prove e la reiterazione del reato. Il 4 ottobre 2012 il GIP di Roma Stefano Aprile titolare delle indagini, dispone tramite decreto il sequestro preventivo degli interi beni posseduti del valore di un milione e 380.000 euro, riconducibili all'illecita attività di sottrazione dei fondi del gruppo Pdl alla Regione Lazio compiuta dallo stesso Fiorito. Tra i beni sottratti ritenute dal GIP come prove molto concrete figurano la villa al Circeo, una BMW comprata per oltre 88 000 € e pagata in leasing, la Smart ed un fuoristrada Land Rover, comprata nel febbraio 2012 per far fronte all'emergenza neve che sconvolse la capitale in quel periodo. Inoltre vengono sequestrati sette conti correnti italiani e 4 posseduti all'estero e viene anche scoperto un vasto patrimonio immobiliare fatto di 14 abitazioni e ville, sparse tra Roma (di cui una lasciata inabitata e da ristrutturare nella famosa Via Margutta), Anagni, Costa Azzurra e Tenerife, alcune di queste lasciate in eredità dopo la morte del padre di Fiorito. Il 5 ottobre per tutelare la sua salute al meglio, i medici del carcere di Regina Coeli dove si trova in cella d'isolamento e sotto stretta sorveglianza, gli hanno sconsigliato e proibito il consumo di merendine e bevande dolci durante il periodo di detenzione, perché potrebbero nuocere gravemente alla sua incolumità fisica.
L'8 ottobre viene respinta dal GIP Stefano Aprile, l'istanza di scarcerazione presentata dal suo legale difensore Carlo Taormina, nonostante l'ex capogruppo Pdl continui a proclamarsi innocente ed estraneo ad ogni fatto contestato a suo carico, proclamando che quel denaro era suo, destinato a sole finalità politiche e che sarebbe stato rendicontato. Le motivazioni emesse dal giudice con cui ha negato la revoca nel provvedimento sono chiare: il Fiorito si è appropriato di ingenti somme di denaro in un "assordante silenzio dei soggetti deputati a vigilare sull'uso di risorse pubbliche"; inoltre, "è in grado di esercitare la già sperimentata influenza illecita su persone e strutture, con cui potrebbe fuggire all'estero dove ha proprietà e conoscenze". Tuttavia nell'ordinanza viene specificato che Fiorito "ha commesso i fatti in modo preordinato, scientifico e reiterato, circondandosi di correi e persone compiacenti in grado di fungere da bracci operativi delle azioni illecite disposte ed architettate da lui stesso, nonché da schermo delle medesime e, all'occorrenza, in grado di sottrarre e custodire la documentazione da cui emergono le responsabilità dell'indagato".
Per il 9 ottobre il Tribunale del riesame si riserva sulla decisione definitiva da prendere su questa vicenda; nello stesso giorno, la Procura della Repubblica della capitale e nuove perquisizioni attuate dalla GdF, scovano e spulciano nuovi particolari che vengono segnalati sui fondi pubblici utilizzati ad uso personale, in cui vengono contestate ulteriori appropriazioni di denaro per l'acquisto di alcuni lampadari del valore di 400 € ciascuno, destinati alla sua abitazione nel quartiere Parioli e di viaggi, rientranti nella causale come "istituzionali" ma che invece non avevano nulla a che fare con ciò, compiuti a Londra, Parigi e in Costa Azzurra, oltre a soggiorni da sogno pagati 1 000 € e fatti assieme alla sua ex fidanzata Samantha Reali presso Positano, soggiornando spesso in alberghi di lusso e tra i più rinomati della zona. Il 10 ottobre, lo stesso tribunale respinge ufficialmente l'istanza presentata dai suoi difensori, confermando così il carcere per Fiorito e dunque, la decisione presa pochi giorni prima dal GIP Stefano Aprile. Dopo nemmeno due settimane il 22 ottobre, il Tribunale del riesame respinge nuovamente l'istanza di scarcerazione presentata pochi giorni prima dai legali difensori per la seconda volta, ribadendo così le medesime motivazioni stabilite nell'ordinanza fatta dal GIP, lo scorso 8 ottobre.
Il 3 dicembre gli avvocati ricorrono addirittura alla Corte di Cassazione, massimo organo istituzionale per eccellenza ma, anche in questo caso, il Pg Alfredo Viola, respinge il ricorso confermando l'ordinanza di custodia cautelare ed il sequestro preventivo della villa al Circeo, di tre automobili e di alcuni conti correnti. Il 27 dicembre, dopo vari ricorsi rigettati nelle precedenti udienze, vengono concessi dal GIP Stefano Aprile gli arresti domiciliari per Fiorito, accogliendo così favorevolmente l'istanza presentata dalla difesa e, viene inoltre fissato il processo da tenersi nel marzo 2013 che lo vede imputato e soggetto a comparire, assieme ai due ex collaboratori della segreteria del suo ufficio. Dopo quasi 3 mesi di detenzione, Fiorito lascia così il carcere di Regina Coeli. Il 28 marzo 2013, viene accolta dallo stesso Gip la richiesta di scarcerazione e la revoca degli arresti domiciliari che stava scontando presso la sua abitazione ad Anagni; una decisione, che permette a Fiorito di ritornare definitivamente in libertà. La nuova istanza è stata presentata dai legali dell'ex consigliere regionale mentre l'8 aprile prossimo, è prevista la decisione del GUP che dovrà ritenere giusto se concedere o no, durante lo svolgimento del processo, il giudizio con rito abbreviato.
Il 27 maggio 2013 il giudice dell'udienza preliminare lo ha condannato a 3 anni e 4 mesi di reclusione, oltre a 5 anni di interdizione dai pubblici uffici, per essersi appropriato di 1 400 000 €.
Seppur ridotta a 3 anni, la condanna è stata confermata in appello il 13 novembre 2017.

## Curiosità
- Fiorito, come da tradizione ciociara, vanta numerosi soprannomi. È colloquialmente noto come Francone[4], a causa della sua mole poderosa e imponente (è alto 191 cm e pesa 180 kg)[5] e come Er Federale, a causa dei suoi trascorsi missini. Da giovane venne soprannominato Er Turco per il suo aspetto "da sultano". Il suo pseudonimo più noto, però, anche a causa della stampa e della 'stazza', è Er Batman. Il politico anagnino sarebbe stato scherzosamente chiamato così dopo un incidente "motociclistico": Fiorito, infatti, sorretto da quattro amici, avrebbe cercato di partire con una rampante Harley-Davidson. Tuttavia, al momento dell'accensione, non sarebbe riuscito ad ingranare la prima e sarebbe rumorosamente caduto di fianco, imprecando[37].
- Nel tardo pomeriggio del 30 aprile 1993, all'indomani della mancata autorizzazione a procedere da parte della Camera dei deputati per l'arresto di Bettino Craxi, Fiorito partecipò, assieme ad altri militanti del Movimento dei Giovani Missini di cui faceva parte, al famoso lancio delle monetine e di altri oggetti e insulti contro il leader del PSI, davanti all'Hotel Raphaël a Roma, che l'ospitò come sua residenza politica romana: episodio questo che divenne l'emblema di Tangentopoli e della fine politica dell'allora leader socialista. Fiorito portava inoltre, a fianco dei suoi compagni di partito, una maglietta sulla quale era scritto: "Arrendetevi, siete circondati!" rivolta all'intera classe dirigente dell'epoca. Vent'anni dopo, è incorso lui stesso nelle vicende del finanziamento pubblico ai partiti, avendo utilizzato illegittimamente i fondi del PDL per feste e spese personali. Tale notizia è stata rivelata dal TG LA7 nell'edizione serale delle ore 20:00 del 25 settembre 2012 condotta dal direttore Enrico Mentana, dopo la confessione fatta dallo stesso Fiorito come ospite della puntata del 23 settembre della trasmissione In onda[38].
- Il suo slogan elettorale era: "Il futuro è Fiorito"[39], un gioco di parole con il cognome del politico e l'aggettivo.
- È stato fidanzato per sei anni con Samantha Reali, detta Sissi, assunta in regione per tre mesi a 2 000 € al mese, con la quale avrebbe passato delle vacanze extra lusso a spese dei contribuenti[40]. La stessa Reali, sentita dalla Guardia di Finanza di Roma accompagnata dal suo avvocato di fiducia Fabrizio Gallo, ha ammesso inoltre il 1º ottobre durante un interrogatorio di aver ricevuto 3 bonifici (che però si riveleranno 4) dal suo ex fidanzato per una "non meglio e precisata attività svolta" durante la campagna elettorale per le elezioni regionali del 2010 del valore di 7 000 €, dei quali però non conosceva la provenienza. Con Fiorito ha anche trascorso due settimane in Costa Smeralda per una spesa di 30 000 € complessivi, ferie sempre pagate coi soldi del partito[41].